# پو چویی

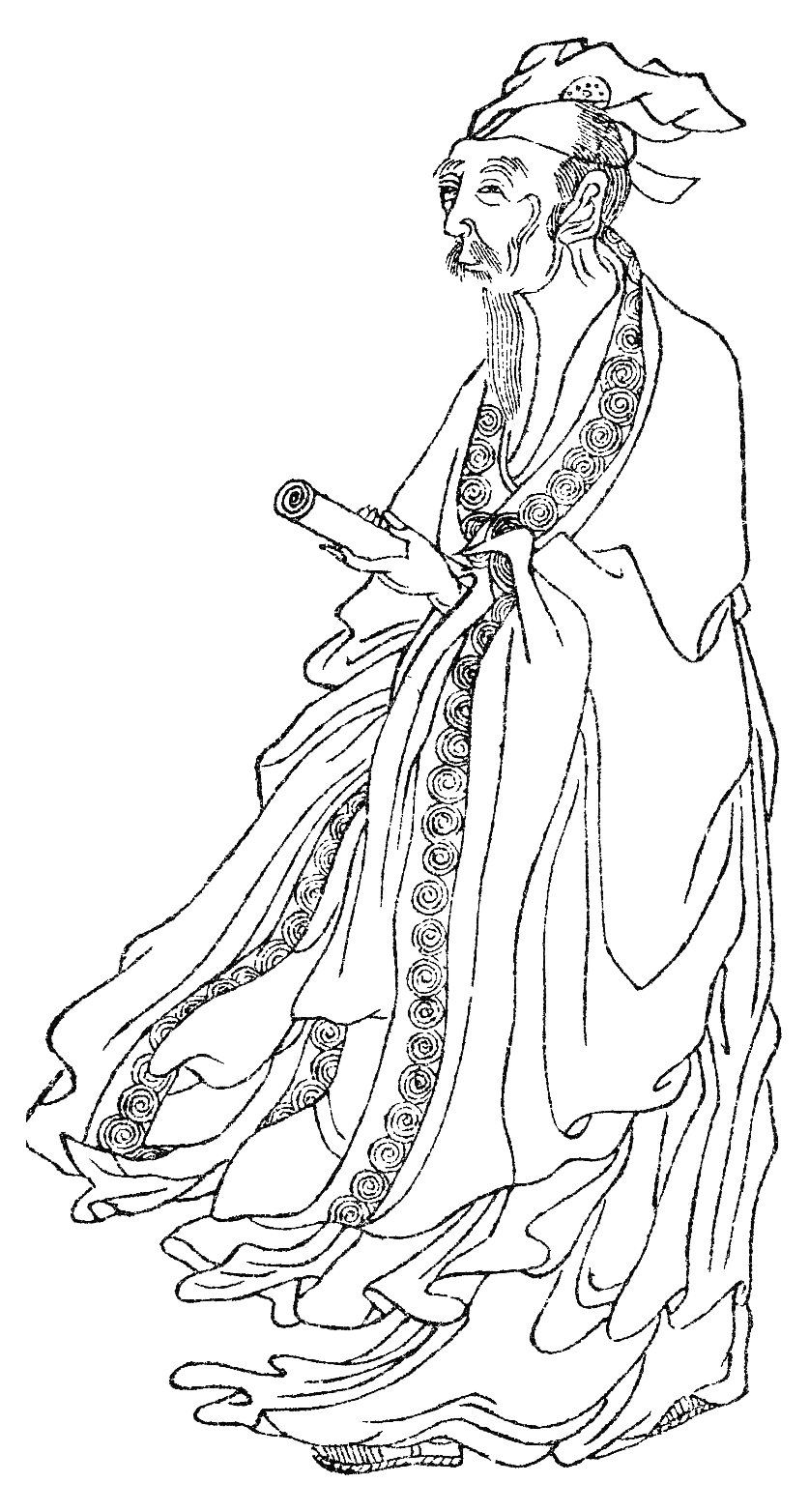
پو چویی

پو چویی (چینی: 白居易) شاعر چینی در عصر امپراتوری تانگ بود. اشعار او غم انگیز و در وصف رنجها، سختیها و دردها هستند. از وی بیش از ۲۵۰۰ شعر برجای مانده است.